# معادلة هاملتون-جاكوبي

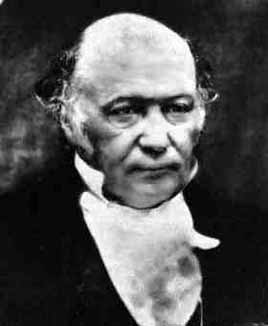
السير ويليام روان هاميلتون

في الفيزياء، معادلة هاملتون-جاكوبي، التي سميت على اسم وليم روان هاملتون وكارل غوستاف ياكوب ياكوبي، هي صيغة بديلة للميكانيكا الكلاسيكية، تعادل الصيغ الأخرى مثل قوانين نيوتن للحركة، وميكانيكا لاغرانج وميكانيكا هاملتوني. تعتبر معادلة هاملتون-جاكوبي مفيدة بشكل خاص في تحديد الكميات المحفوظة للأنظمة الميكانيكية، والتي قد تكون ممكنة حتى عندما لا يمكن حل المشكلة الميكانيكية نفسها تمامًا.
معادلة هاملتون-جاكوبي هي أيضًا الصيغة الوحيدة للميكانيكا التي يمكن من خلالها تمثيل حركة الجسيم كموجة. بهذا المعنى، فقد حقق هدفًا طويل الأمد للفيزياء النظرية (يرجع تاريخه على الأقل إلى يوهان برنولي في القرن الثامن عشر) المتمثل في إيجاد تشابه بين انتشار الضوء وحركة الجسيم. تشبه معادلة الموجة التي تليها الأنظمة الميكانيكية معادلة شرودنغر، ولكنها غير متطابقة معها، كما هو موضح أدناه؛ لهذا السبب، تعتبر معادلة هاملتون-جاكوبي «أقرب نهج» للميكانيكا الكلاسيكية لميكانيكا الكم.
في الرياضيات، تعتبر معادلة هاملتون-جاكوبي شرطًا ضروريًا لوصف الهندسة المتطرفة في التعميمات للمسائل من حساب المتغيرات. يمكن فهمها على أنها حالة خاصة لمعادلة هاملتون-جاكوبي-بيلمان [الإنجليزية] من البرمجة الديناميكية.